# Adolf Schmidtmann
Adolf Schmidtmann (* 13. Februar 1851 in Waßmuthshausen (Kurhessen); † 21. Mai 1911 in Marburg) war ein deutscher Mediziner.

## Leben
Schmidtmann absolvierte im Sommer 1870 in Marburg das Abitur und studierte zunächst Naturwissenschaften, dann Medizin in Marburg und München. In Marburg wurde er Mitglied des Corps Hasso-Nassovia. Nach dem Staatsexamen (1875) wurde er Assistenzarzt in Marburg, im Oktober 1879 praktischer Arzt in Kreisphysikus in Wilhelmshaven. Im April 1890 wechselte er als Regierungs- und Medizinalrat nach Oppeln, 1894 nach Breslau. Noch im gleichen Jahr wurde er Hilfsarbeiter, ein Jahr später vortragender Rat im Ministerium der geistlichen, Unterrichts- und Medizinalangelegenheiten. Er war der Gründer der Königlichen Versuchs- und Prüfungsanstalt für Wasserversorgung und Abwässerbeseitigung (Institut für Wasser-, Boden- und Lufthygiene) in Berlin und deren Leiter von 1901 bis 1910. Seit Mai 1909 war er Wirklicher Geheimer Oberregierungsrat und Kurator der Universität Marburg.
Seine Tochter war die Medizinerin Martha Schmidtmann.
Seit 1989 gibt es die Prof.-Dr.-Adolf-Schmidtmann-Stiftung, deren Zweck es ist, Nachwuchswissenschaftler des Faches Medizin (3/4) und der Geschichte (1/4) zu fördern.

## Schriften
- Die sogenannte Schlammkrankheit im Regierungsbezirk Oppeln während des Sommers 1891. Zeitschrift für Medizinalbeamte; 5(4): 77-83.
- (mit Bernhard Proskauer) Der Stand der Städtereinigungsfrage. In: Vierteljahrsschrift für gerichtliche Medizin und öffentliches Sanitätswesen. Folge 3, Bd. 13/14 (1897).
- Das Aussätzigen-Asyl „Jesus Hilfe“ bei Jerusalem und der Aussatz in Palästina. In: Vierteljahrsschrift für gerichtliche Medicin und öffentliches Sanitätswesen. Folge 3, Bd. 18 (1899), S. 113–122. Internet Archive